# Colegio de Periodistas de Cataluña
El Colegio de Periodistas de Cataluña (en catalán: Col·legi de Periodistes de Catalunya, CPC) es una organización, con sede en Barcelona, que agrupa a los periodistas que ejercen su profesión en Cataluña, España.
Fue creado el 8 de noviembre de 1985 mediante una Ley aprobada por el Parlamento de Cataluña y que pretendía agrupar, en una misma organización, las diferentes asociaciones de prensa existentes en Cataluña.
Tiene el principal objectivo de ser el máximo nivel de representación de la prensa ante la administración y tiene encargada la defensa de los intereses de los profesionales del periodismo. Actualmente está formado por más de 4.200 miembros.
El Colegio se estructura a partir de cinco demarcaciones: Barcelona, Gerona, Lérida, Tarragona y Tierras del Ebro, cada una de las cuales está formada por una Junta y sede propia.
En 1996 fue galardonado con el Premio Nacional de Periodismo de Cataluña concedido por la Generalidad.
A finales de 2019, la periodista y profesora Neus Bonet Bagant anunció que dejaba el decanato por motivos personales. El vicedegano, Joan Maria Morros i Cuadras, pasó a asumir el decanato por acuerdo de la Junta de Govern.